# پیپوبرومان
پیپوبرومان(به انگلیسی: Pipobroman) (با نام‌های تجاری Vercite و Vercyte) دارویی ضدسرطان است که احتمالاً به عنوان ماده آلکیله کننده عمل می‌کند. این دارو در فرانسه و ایتالیا به بازار عرضه می‌شود.